# Eophanes distincta
Eophanes distincta is een insect uit de familie van de mierenleeuwen (Myrmeleontidae), die tot de orde netvleugeligen (Neuroptera) behoort. 
Eophanes distincta is voor het eerst wetenschappelijk beschreven door Banks in 1939.